# Saint-Pol-sur-Ternoise

Saint-Pol-sur-Ternoise este o comună în departamentul Pas-de-Calais, Franța. În 1 ianuarie 2022 avea o populație de 4.759 de locuitori.